# Mamá Gloria
Mamá Gloria es una película de Argentina en blanco y negro dirigida por Richard Harlan según el guion de Augusto Cesar Vatteone sobre la adaptación de Isidro J. Odena y Rodolfo Manuel Taboada de la obra teatral de Raúl Zapico que se estrenó el 20 de agosto de 1941 y que tuvo como protagonistas a Olinda Bozán, Aída Luz, Pedro Maratea y Oscar Valicelli.

## Sinopsis
El romance en una pensión estudiantil regenteada por una solterona bondadosa, entre una pensionista y un estudiante jugador.

## Reparto
Intervinieron en el filme los siguientes intérpretes:
- Olinda Bozán
- Aída Luz
- Pedro Maratea
- Oscar Valicelli
- Adrián Cúneo
- Alfredo Jordán
- Margarita Padín
- Mario Pugliese
- Adolfo Stray
- Sussy del Carril
- Armando Bo
- Fausto Fornoni
- José Castro
- Morena Chiolo
- Juan Carrara
- Salvador Sinaí
- José Mazzili
- Alberto Terrones
- Francisco Carollo
- Ernesto Lecuona
- José Mazilli
- Estela Torres
- Fernando Torres
- Warly Ceriani

## Comentarios
Roland escribió:

”Comedia amable… a veces vale la pena ser sincero. Ricardo Harlan se cansó de hacer películas ambiciosas, descendió a la normalidad y realizó su mejor film… Graciosa sin llegar a la comicidad burda, ligeramente emotiva dentro de su general frialdad dramática.”